# Dudnîkove, Orihiv
Dudnîkove (în ucraineană Дудникове) este un sat în comuna Novoivanivka din raionul Orihiv, regiunea Zaporijjea, Ucraina.

## Demografie
Componența lingvistică a localității Dudnîkove
     Ucraineană (80,77%)
     Rusă (19,23%)
Conform recensământului din 2001, majoritatea populației localității Dudnîkove era vorbitoare de ucraineană (80,77%), existând în minoritate și vorbitori de rusă (19,23%).